# 2866 Харди
2866 Харди (енгл. 2866 Hardy) је астероид главног астероидног појаса чија средња удаљеност од Сунца износи 2,910 астрономских јединица (АЈ).
Апсолутна магнитуда астероида је 11,9.